# Hôtel Hardy
L’hôtel Hardy ou l'hôtel Ringues de la Troussanais est un édifice de la commune de Vitré, dans le département d’Ille-et-Vilaine en région Bretagne.

## Localisation
Il se trouve à l’est du département et dans le centre-ville historique de Vitré, au numéro 27 de la rue Notre-Dame.

## Historique
Les parties les plus anciennes de l’hôtel particulier date de 1607.
Cet ancien hôtel particulier fut construit par Étienne Ringues, sieur de la Troussannais, riche bourgeois de la ville, au milieu du XVIe siècle et de style Renaissance bretonne. Il a été habité au XVIIe siècle par la famille Hardy.
Il est inscrit au titre des monuments historiques depuis le 5 novembre 1926 et classé depuis le 16 avril 1942,,.

## Architecture

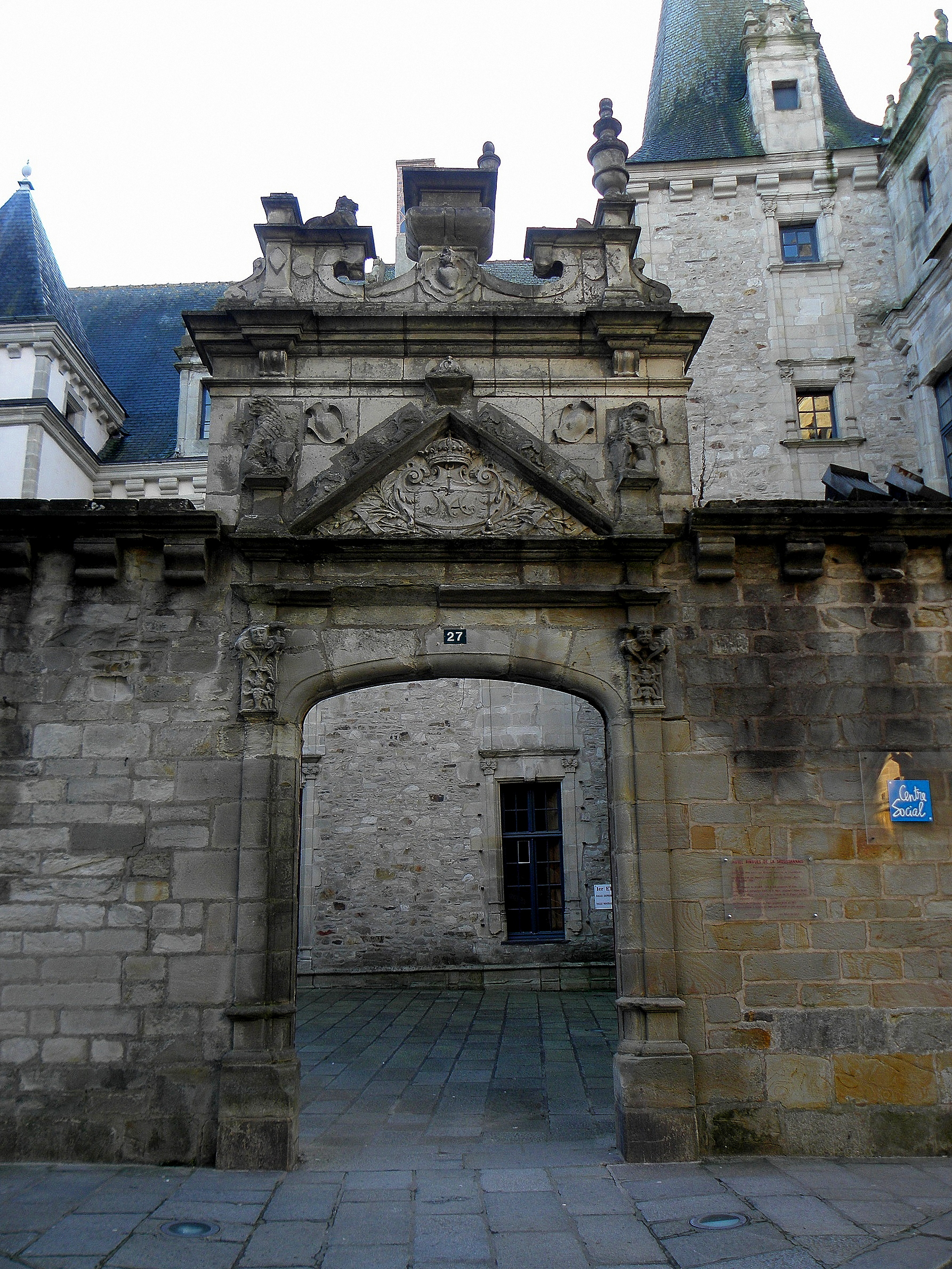
Portail d'entrée.
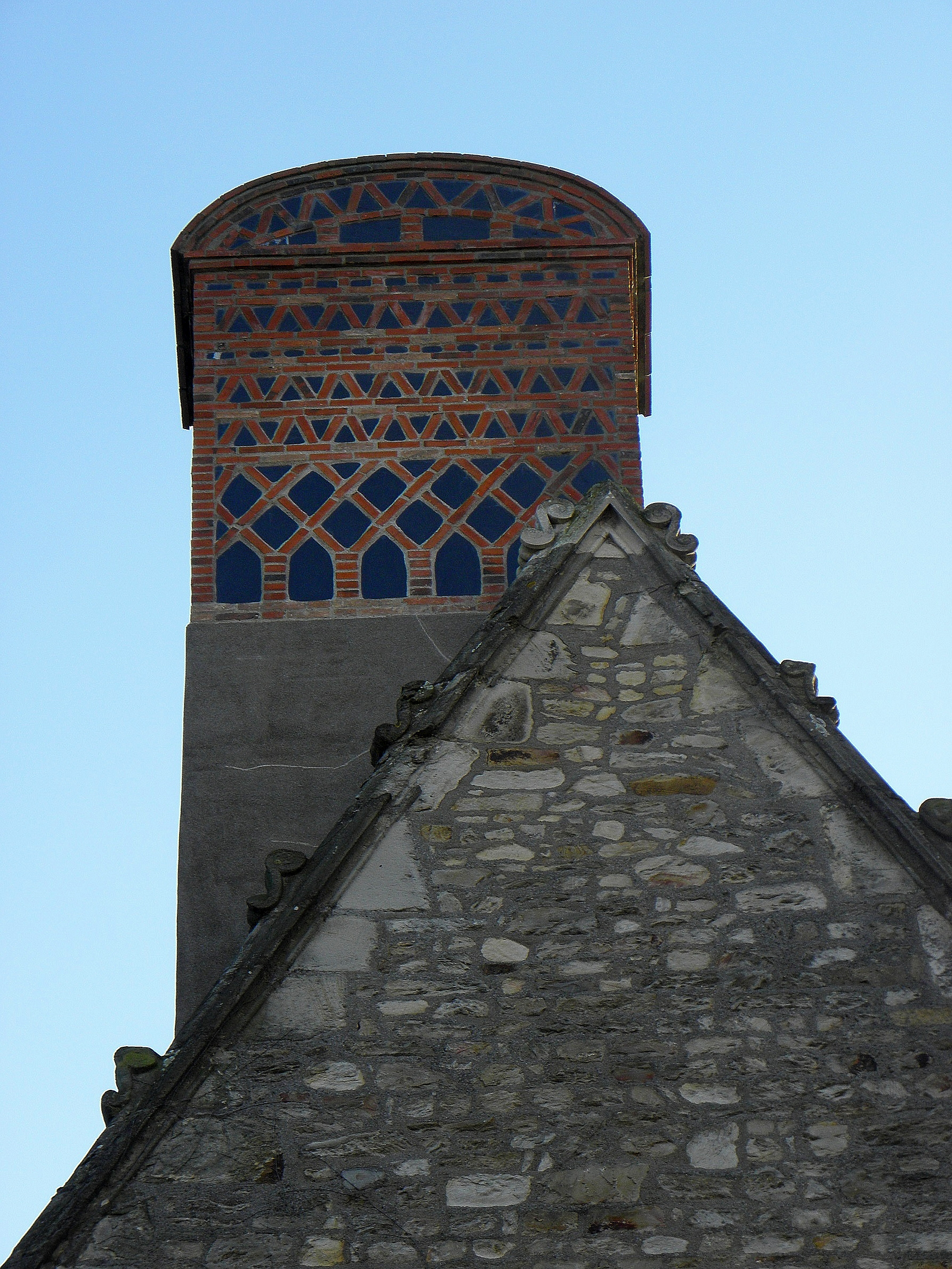
Cheminée.
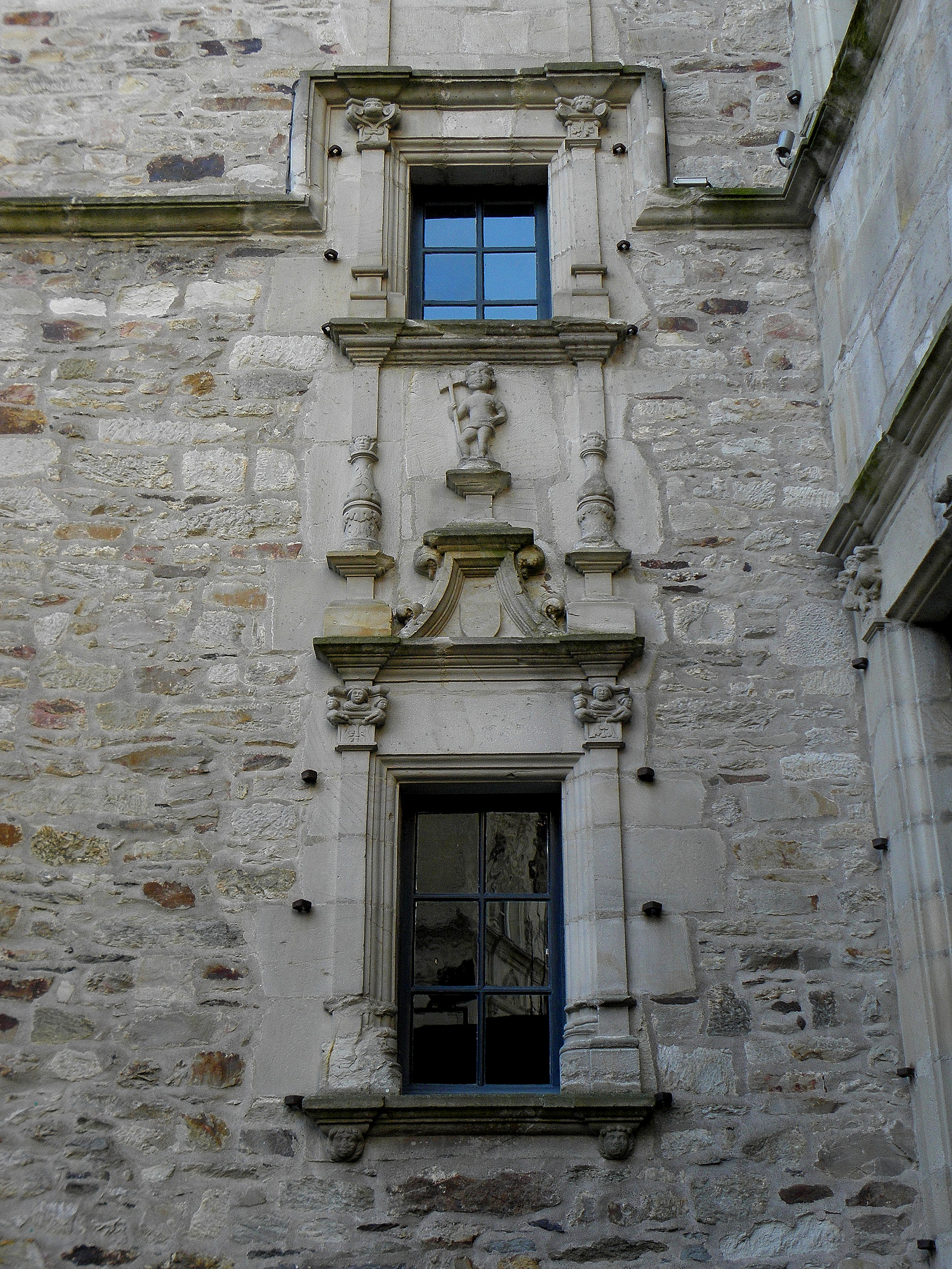
Fenêtre.
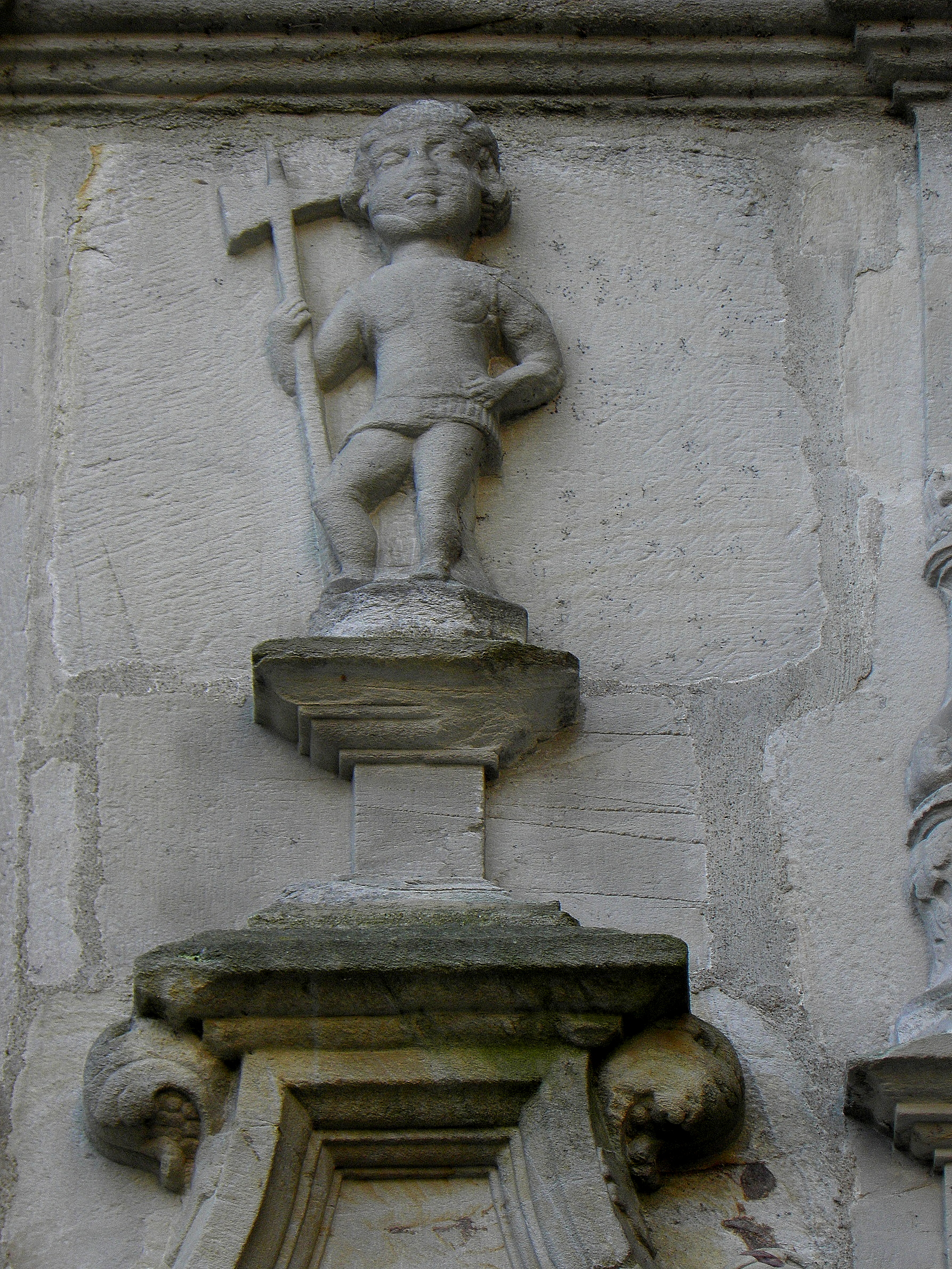
Détail de la fenêtre.
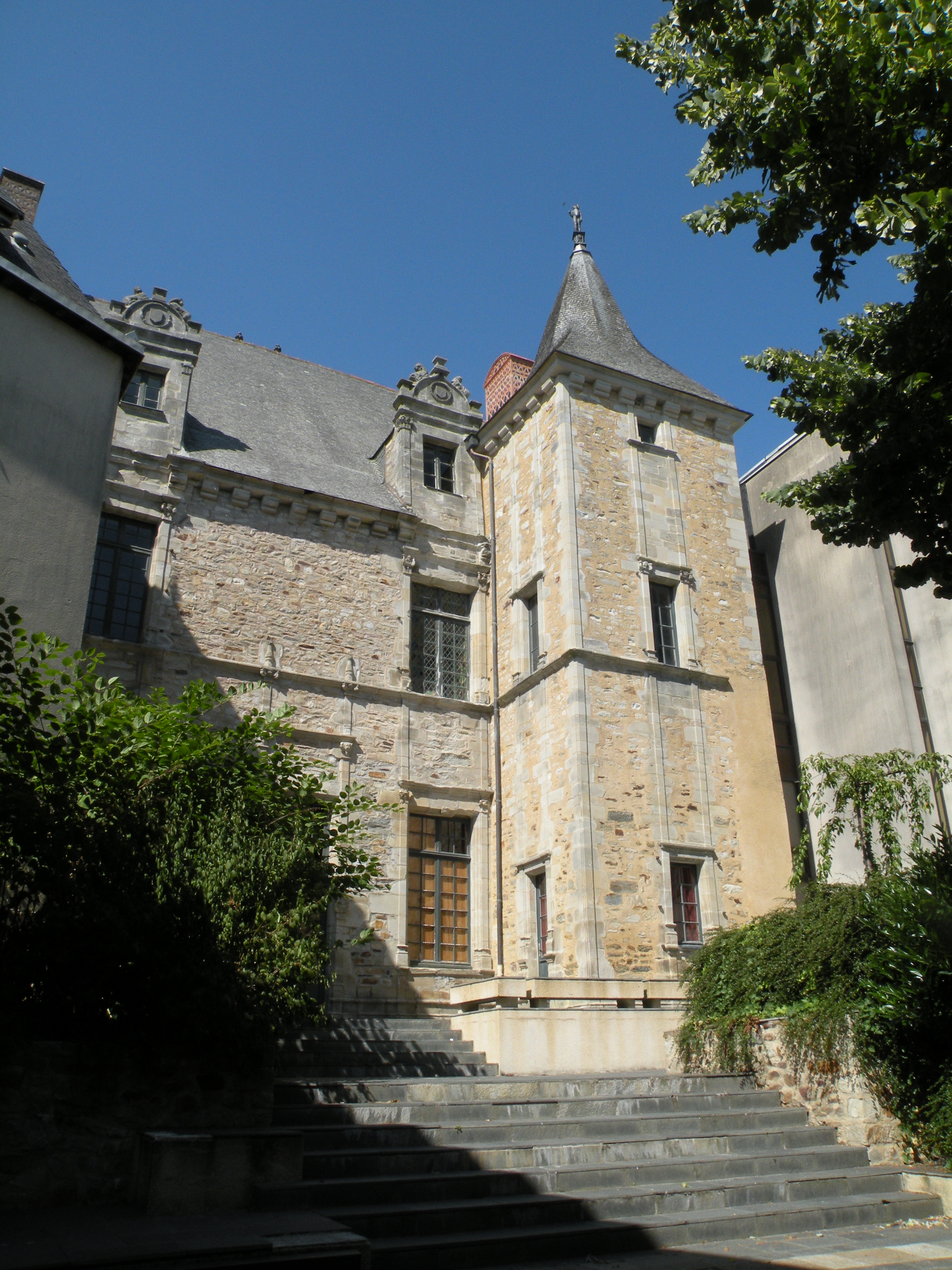
Façade arrière.